# ماريو بيدرازا
ماريو بيدرازا هو لاعب كرة قدم كوبي في مركز الدفاع، ولد في 18 يوليو 1973 في Cruces, Cuba ‏ في كوبا. لعب مع نادي بونر.

## وصلات خارجية
- ماريو بيدرازا على موقع الاتحاد الدولي (مؤرشف)  (الإنجليزية)
- ماريو بيدرازا على موقع قاعدة بيانات كرة القدم.إي يو (الإنجليزية)
- ماريو بيدرازا على موقع ناشيونال فوتبول تيمز (الإنجليزية)